# Línea 186 (Montevideo)

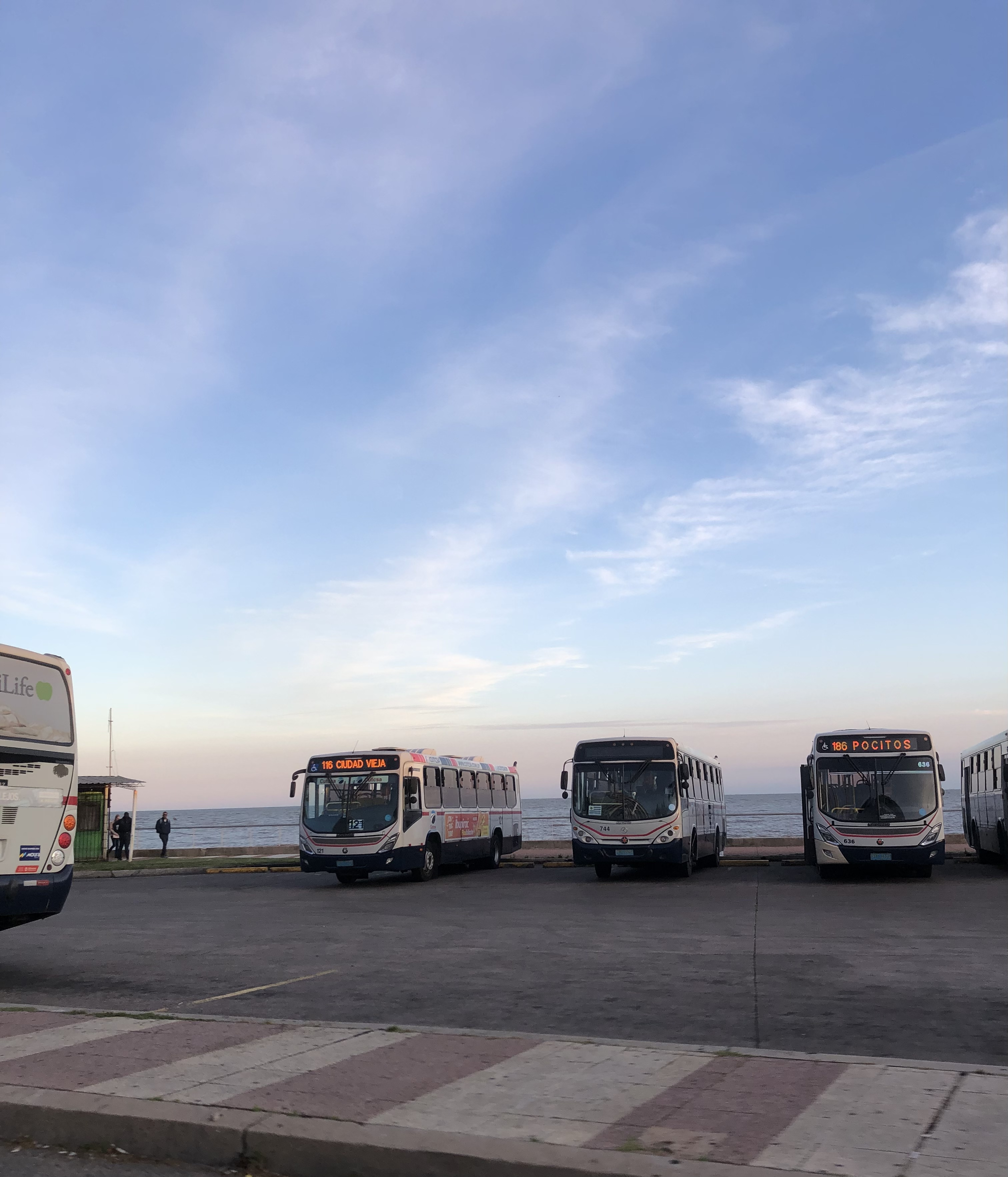
Línea 186 en la Terminal Pocitos

La línea 186 es una línea de transporte urbano de Montevideo une el barrio de Pocitos con el Barrio de Santa Catalina. La ida es Santa Catalina y la vuelta es Pocitos.

## Características
En los días hábiles cuenta con una frecuencia aproximada de entre quince y treinta minutos, contando con 32 salidas hacia Santa Catalina, y 35 hacia Pocitos, solamente en los días hábiles, ya que los días sábados circula solamente entre las 00:23 y las 16:03, y los domingos  entre las 00:23 y las 04:32 siendo sustituida en el resto de las jornada por la línea L23.

## Recorridos
En ambos sentido circula por los barrios: Pocitos, Pocitos, Buceo, Parque Batlle, La Blanqueada, Larrañaga, Jacinto Vera, Reducto, Brazo Oriental, Atahualpa, Prado, Paso Molino, Belvedere, La Teja, Cerro, Casabó, Santa Catalina.
| Ida - Pocitos (Kibón) - Rambla Presidente Charles de Gaulle - Avenida Luis Alberto de Herrera - Rambla República del Perú - Manuel V. Pagola - Juan Benito Blanco - Cristóbal Echevarriarza - Avenida Luis Alberto de Herrera - Alberto Lasplaces - Avenida Ramón Anador - Avenida Navarro - Avenida Américo Ricaldoni - Avenida Centenario - Asilo - Avenida Luis Alberto de Herrera - Bulevar General Artigas - Avenida Joaquín Suárez - Caiguá - Avenida Juan Carlos Blanco - Avenida Lucas Obes - Avenida Agraciada - San Quintín - Juan B. Pandiani - Avenida Carlos María Ramírez - Bulgaria - Burdeos - Camino Santa Catalina - Las Achiras - Santa Catalina | Vuelta - Santa Catalina - Las Achiras - Camino Santa Catalina - Burdeos - Gibraltar - Avenida Carlos María Ramírez - Avenida Santín Carlos Rossi - Pedro Castellino - Zona A (Terminal del Cerro) - Egipto - Japón - Avenida Carlos María Ramírez - Avenida Agraciada - Avenida Lucas Obes - Avenida Joaquín Suárez - Bulevar General Artigas - Avenida Luis Alberto de Herrera - Avenida Centenario - Avenida Américo Ricaldoni - Avenida Navarro - Avenida Ramón Anador - Avenida Luis Alberto de Herrera - 26 de Marzo - Miguel Barreiro - Juan Benito Blanco - Cristóbal Echevarriarza - Avenida Luis Alberto de Herrera - Rambla Presidente Charles de Gaulle - Pocitos (Kibón) |

### Paradas
| Código | Paradas                     |
| ------ | --------------------------- |
| 3386   | Term. Pocitos               |
| 3387   | Av. Luis Alberto de Herrera |
| 3357   | Pereira de la Luz           |
| 3358   | Manuel Pagola               |
| 3952   | Echevarriarza               |
| 3956   | Julio César                 |
| 3957   | Av. Luis Alberto de Herrera |
| 3418   | José A. Iturriaga           |
| 3419   | Montevideo Shopping         |
| 3420   | Av. Gral. Rivera            |
| 3438   | Demóstenes                  |
| 4256   | F. Rodríguez / Fac. Ve.     |
| 3143   | Av. Luis Alberto de Herrera |
| 3145   | Gral. Las Heras             |
| 3146   | Santiago Gadea              |
| 3147   | Av. Dr. Alfredo Navarro     |
| 3148   | Av. Italia                  |
| 3149   | Belgrano                    |
| 3150   | Dr. José Brito Foresti      |
| 3151   | Prof. Dr. Pablo Purriel     |
| 3152   | Asilo                       |
| 3447   | Juan Ramón Gómez            |
| 3448   | Emilio Raña                 |
| 3449   | Cádiz                       |
| 3450   | Canstatt                    |
| 3451   | Altamirano                  |
| 3452   | Valladolid                  |
| 2078   | Cufre                       |
| 2079   | Gral. Flores                |
| 2095   | Dr. José María Penco        |
| 2080   | Gral. San Martín            |
| 2081   | Cno. Burgues                |
| 2082   | Av. Millán                  |
| 2083   | Zapican                     |
| 2084   | Av. Joaquín Suárez          |
| 3907   | Fernando Otorgues           |
| 1587   | Lucas Obes                  |
| 1594   | Av. Dr. Juan Carlos Blanco  |
| 3906   | Amarales                    |
| 1595   | Av. 19 de Abril             |
| 1596   | Av. Buschental              |
| 1597   | Federico García Lorca       |
| 1598   | Av. Agraciada               |
| 1567   | Juan Antonio Artigas        |
| 1145   | José B. Freire              |
| 1211   | Belvedere                   |
| 1294   | Vicente Basagoity           |
| 1212   | Av. L. Batlle Berres        |
| 1296   | Gdor. del Pino              |
| 1297   | Vicente Yáñez Pinzón        |
| 1298   | Real                        |
| 1299   | Gral. Agustín Muñoz         |
| 1300   | Pedro Giralt                |
| 1301   | Rivera Indarte              |
| 1302   | Humboldt                    |
| 1303   | Camambú                     |
| 4815   | Vigo                        |
| 4925   | Egipto                      |
| 4816   | Turquía (Term. Cerro)       |
| 1068   | Santín C. Rossi             |
| 1069   | Bogotá                      |
| 1070   | Vizcaya                     |
| 1071   | Puerto Rico                 |
| 1072   | Filipinas                   |
| 1073   | Dinamarca                   |
| 1074   | Bulgaria                    |
| 1254   | Berna                       |
| 4272   | Cno. Cibils                 |
| 4634   | Paralela a Cno. Cibils      |
| 1036   | Senegal                     |
| 4818   | Calle 15                    |
| 4637   | Psje. 17 Mts. Brio 20 De    |
| 1039   | Psje. 18 Mts. Brio 20 De    |
| 1040   | Carlos Pedrell              |
| 1041   | Cno. Dellazoppa             |
| 4277   | Cno. Santa Catalina         |
| 1042   | Tamberá                     |
| 1043   | Rubén Darío                 |
| 1044   | Term. Santa Catalina        |

| Código | Paradas                       |
| ------ | ----------------------------- |
| 1044   | Term. Santa Catalina          |
| 1045   | Cno. Santa Catalina           |
| 1046   | Tamberá                       |
| 4819   | Burdeos                       |
| 1047   | Cno. Dellazoppa               |
| 1048   | Carlos Pedrell                |
| 1049   | Psje. 18 Mts. Brio 20 De      |
| 1050   | Psje. La Vía                  |
| 1037   | Pastor Earl Martin Smith      |
| 4636   | Guinea                        |
| 4635   | Paralela a Cno. Cibils        |
| 1051   | Cno. Cibils                   |
| 4274   | Gibraltar                     |
| 1252   | Berna                         |
| 5991   | Sin descripción               |
| 1060   | Dinamarca                     |
| 1061   | Filipinas                     |
| 1062   | Puerto Rico                   |
| 1063   | Vizcaya                       |
| 1064   | Bogotá                        |
| 1065   | Av. Dr. Santín Carlos         |
| 4775   | Turquía                       |
| 4930   | Terminal Cerro                |
| 4776   | Vigo                          |
| 1283   | Concordia                     |
| 1284   | Humboldt                      |
| 1285   | Rivera Indarte                |
| 1286   | Pedro Giralt                  |
| 1287   | Gral. Agustín Muñoz           |
| 1288   | Real                          |
| 1289   | Vicente Yáñez Pinzón          |
| 1290   | Gdor. del Pino                |
| 1291   | Luis Batlle Berres            |
| 1292   | Vicente Basagoity             |
| 1293   | Belvedere                     |
| 1568   | José B. Freire                |
| 1569   | Emilio Romero                 |
| 1578   | Félix Olmedo                  |
| 1579   | Federico García Lorca         |
| 1580   | Av. Buschental                |
| 1581   | Av. 19 de Abril               |
| 3905   | Amarales                      |
| 1585   | Av. Dr. Juan Carlos Blanco    |
| 4982   | Av. Joaquín Suárez            |
| 3908   | Fernando Otorgues             |
| 1586   | Gil                           |
| 2090   | Espinillo                     |
| 2091   | Av. Millán                    |
| 2092   | Cno. Burgues                  |
| 2093   | Gral. San Martín              |
| 2094   | Lorenzo Fernández             |
| 4817   | Martín C. Martínez            |
| 2096   | Cufre                         |
| 5070   | Dr. Juan Campisteguy          |
| 3453   | Valladolid                    |
| 3454   | Dulcinea                      |
| 3455   | Canstatt                      |
| 3456   | Cádiz                         |
| 3457   | Emilio Raña                   |
| 3458   | Monte Caseros                 |
| 3459   | 8 de Octubre                  |
| 3487   | Hospital Militar              |
| 3488   | Jaime Cibils                  |
| 3489   | Av. Italia                    |
| 553    | Av. Federico R. Vidiella      |
| 554    | Tribuna Olímpica              |
| 3067   | Manuel Alonso                 |
| 3068   | Av. Cataluña                  |
| 3069   | Navarra                       |
| 3070   | Av. Luis Alberto de Herrera   |
| 3465   | Feliciano Rodríguez           |
| 3466   | Lber. Arce / Fac. Veterinaria |
| 3467   | Rivera                        |
| 3435   | Montevideo Shopping           |
| 3934   | Julio César                   |
| 4079   | Buxareo                       |
| 4193   | Manuel Pagola                 |
| 4553   | Alejandro Chucarro            |
| 3951   | Manuel Pagola                 |
| 3952   | Echevarriarza                 |
| 3956   | Julio César                   |
| 3957   | Av. Luis Alberto de Herrera   |

### Destinos intermedios
IDA
- Paso Molino
- Terminal Cerro

VUELTA
- 8 de octubre  y Luis Alberto de Herrera
- Estadio Centenario
- Rivera y Luis Alberto de Herrera